# 인천영종소방서
인천영종소방서(仁川永宗消防署, Incheon Yeongjong Fire Station)는 인천광역시 중구 일부와 옹진군 북도면을 관할하는 인천광역시 소방본부 산하의 소방서이다.
소방서장은 소방정으로 보한다.

## 연혁
- 2015년 6월 22일: 인천공항소방서 개서
- 2018년 4월 5일: 현재 명칭으로 변경

## 조직
| - - x소방행정과 - 행정팀 - 예산장비팀 | - - x예방안전과 - 예방총괄팀 - 소방민원팀 - 소방특별조사팀 - 안전문화팀 | - - x119재난대응과 - 대응총괄팀 - 119구조팀 - 119구급팀 | - - x현장대응단 - 현장지휘팀 - 안전보건팀 - 훈련평가팀 - 화재조사팀 |

## 관할센터 및 관할구역
인천영종소방서는 4개의 119안전센터와 1개의 구조대를 산하에 두고 있다.
| 명칭            | 사진 | 주소                          | 관할구역                            | 지역대                      |
| --------------- | ---- | ----------------------------- | ----------------------------------- | --------------------------- |
| 공항119안전센터 |      | 제2터미널대로 268 (운서동)    | 중구 운서동 공항구역, 옹진군 북도면 | 북도119지역대 장봉119지역대 |
| 운서119안전센터 |      | 흰바위로27번길 16 (운서동)    | 중구 운서동 일부, 영종동 일부       |                             |
| 운남119안전센터 |      | 운남로 116 (운남동)           | 중구 영종동 일부                    |                             |
| 용유119안전센터 |      | 용유서로128번길 1 (을왕동)    | 중구 용유동                         | 무의119지역대               |
| 119구조대       |      | 인천대교고속도로 3-1 (운남동) | 인천광역시 중구 일부, 옹진군 북도면 |                             |

## 같이 보기
- 대한민국 소방청
- 대한민국의 소방
- 소방관 계급